# Abbazia di Boulbonne
L'abbazia di Boulbonne, o abbazia di Bolbonne è un'antica abbazia cistercense situata alla confluenza dell'Hers-Vif e dell'Ariège, in una località chiamata Tramesaygues, dal latino intra ambas aquas ("tra due acque") nel comune di Cintegabelle, nel dipartimento dell'Alta Garonna e nella regione dell'Occitania. È classificata monumento storico dal 1981.

## Storia

### Mazères
L'Abbazia di Boulbonne fu fondata per la prima volta nel 1129, probabilmente dai monaci di Tramesaygues, a sud di Mazères, dipartimento dell'Ariège, sulle rive del Raunier, a circa 14 km dalla sua attuale ubicazione.
Nel 1150 l'abbazia fu affiliata all'Ordine cistercense e all'abbazia di Bonnefont. Era sotto la protezione dei Conti di Foix, che vi furono sepolti.
Il 1º giugno 1272, re Filippo l'Ardito e Giacomo I d'Aragona, con i principi delle loro famiglie e i loro seguiti, si incontrarono a Boulbonne per discutere i dettagli della capitolazione del conte di Foix Ruggero Bernardo III che era assediato da Filippo.
L'abbazia fu bruciata e poi demolita nel settembre 1567 durante le guerre di religione, dai 1 500 gendarmi della banda ugonotta del capitano Jean-Claude de Lévis d'Audon, della casa di Léran. I monaci si ritirarono allora a Tolosa, nel collegio di Boulbonne.

### Cintegabelle
Fu 65 anni dopo, nel 1632 (o nel 1652), che iniziò la ricostruzione dell'abbazia nel suo sito attuale, nella località chiamata Tramesaygues a Cintegabelle, luogo esatto in cui sei secoli prima, intorno al 972, i monaci dell'abbazia di Cuxa avevano stabilito un priorato, per poi fondare la prima abbazia di Boulbonne a Mazères. Nel 1717 la ricostruzione fu così commentata da Edmond Martène e Ursin Durand della congregazione di San Mauro: «Questa casa fu ricostruita con tale magnificenza da poter essere considerata una delle più belle abbazie dell'ordine di Citeaux.»
La chiesa fu consacrata nel 1742 da Jean-Baptiste de Champflour, vescovo di Mirepoix.
All'inizio del 1753, i resti funebri dei conti di Foix furono ritrovati per caso tra le rovine di Mazères. La traslazione delle ceneri a Cintegabelle e la relativa cerimonia avvennero il 15 maggio 1753.
Durante la Rivoluzione francese l'abbazia contava, nel 1790, solo 9 monaci e 4 conversi, che furono presenti durante l'inventario iniziato il 14 marzo 1790 e terminato il 15 maggio, effettuato per preparare la messa all'incanto dei beni dell'abbazia, divenuta «proprietà nazionale»; l'asta avvenne il 12 giugno 1791 nella sede distrettuale di Muret.
Nel 1842 Norbert Moulas acquistò dal sig. Azam la porzione formante l'angolo sud-est. Da allora gli edifici dell'antica abbazia sono rimasti di proprietà della famiglia Moulas e sono aperti ai visitatori durante le Giornate europee del patrimonio.

## Architettura
La maggior parte degli edifici è scomparsa, ma rimangono alcune facciate, il portale d'ingresso in mattoni, la sala capitolare, il refettorio, due corridoi del chiostro oltre alle colombaie e alle scuderie.
Della chiesa, distrutta durante la rivoluzione, rimane solo un muro.

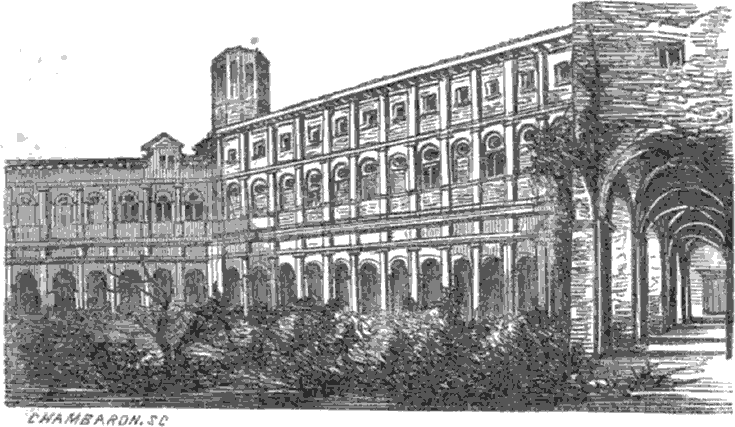
Incisione del chiostro (prima del 1866).
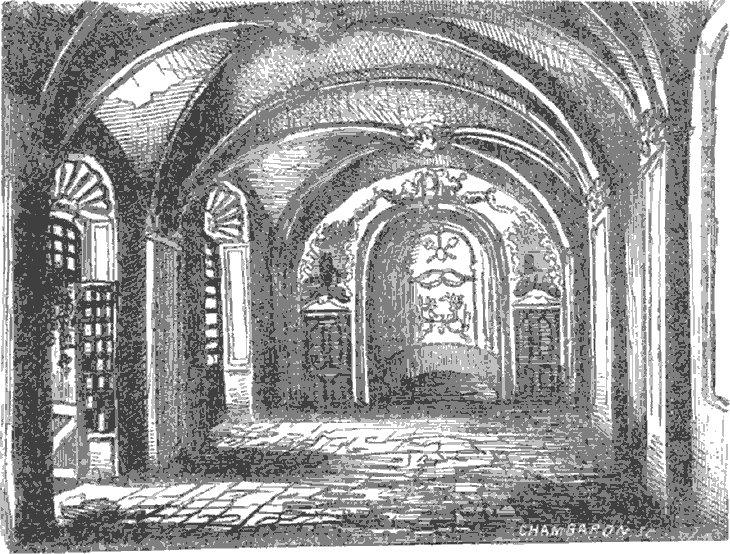
Incisione del refettorio (prima del 1866).
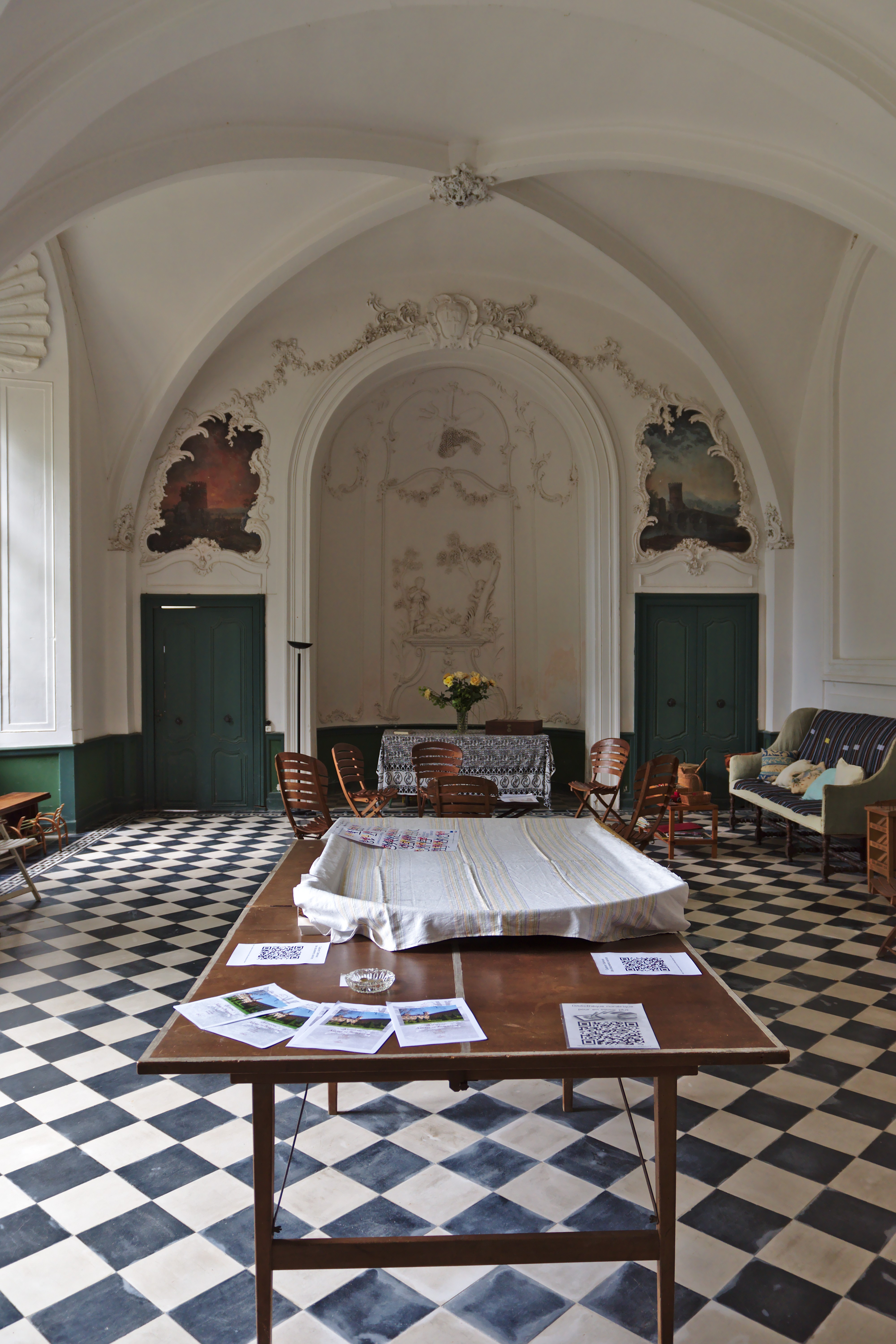
Il refettorio oggi.
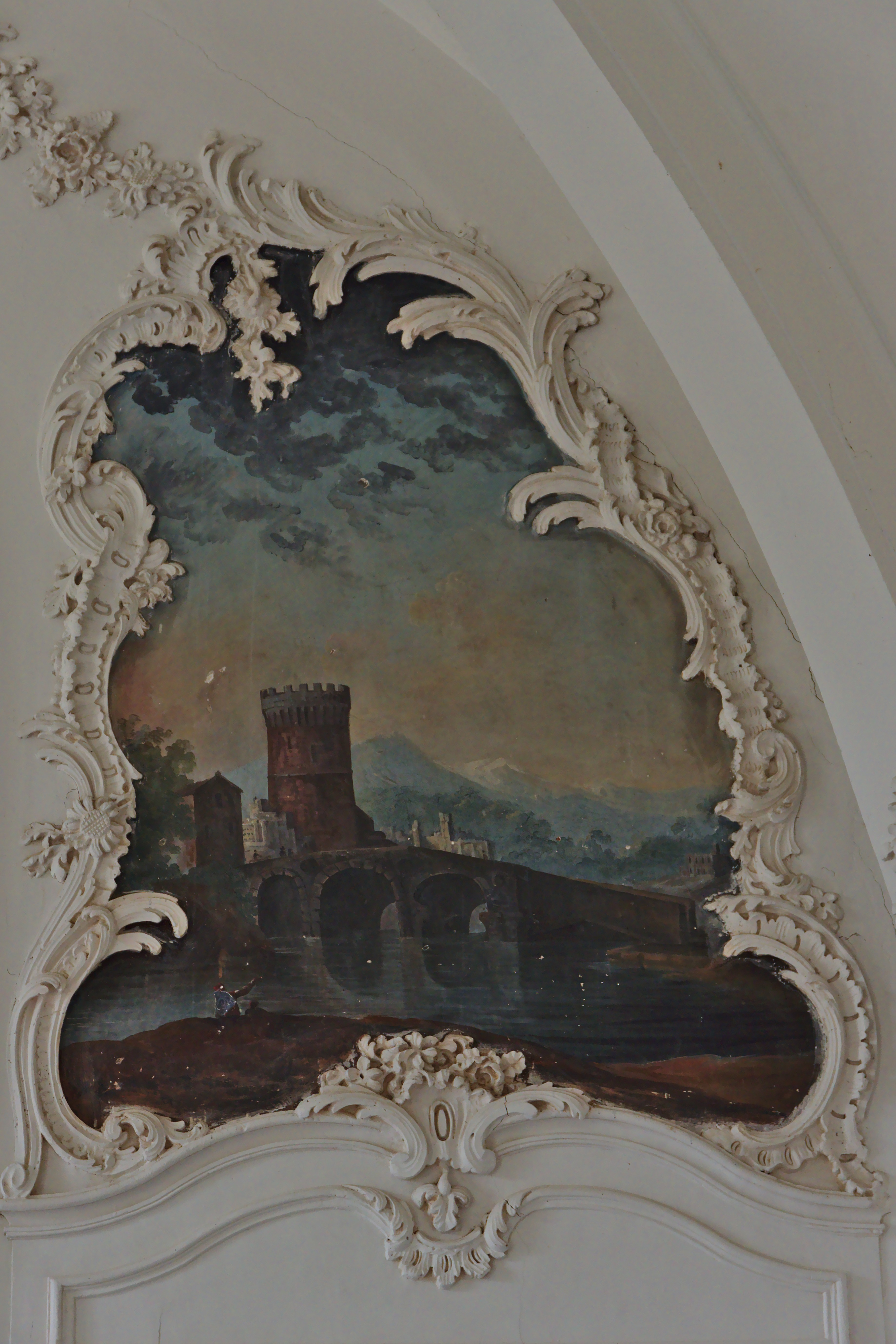
Una delle quattro pitture murali del refettorio.
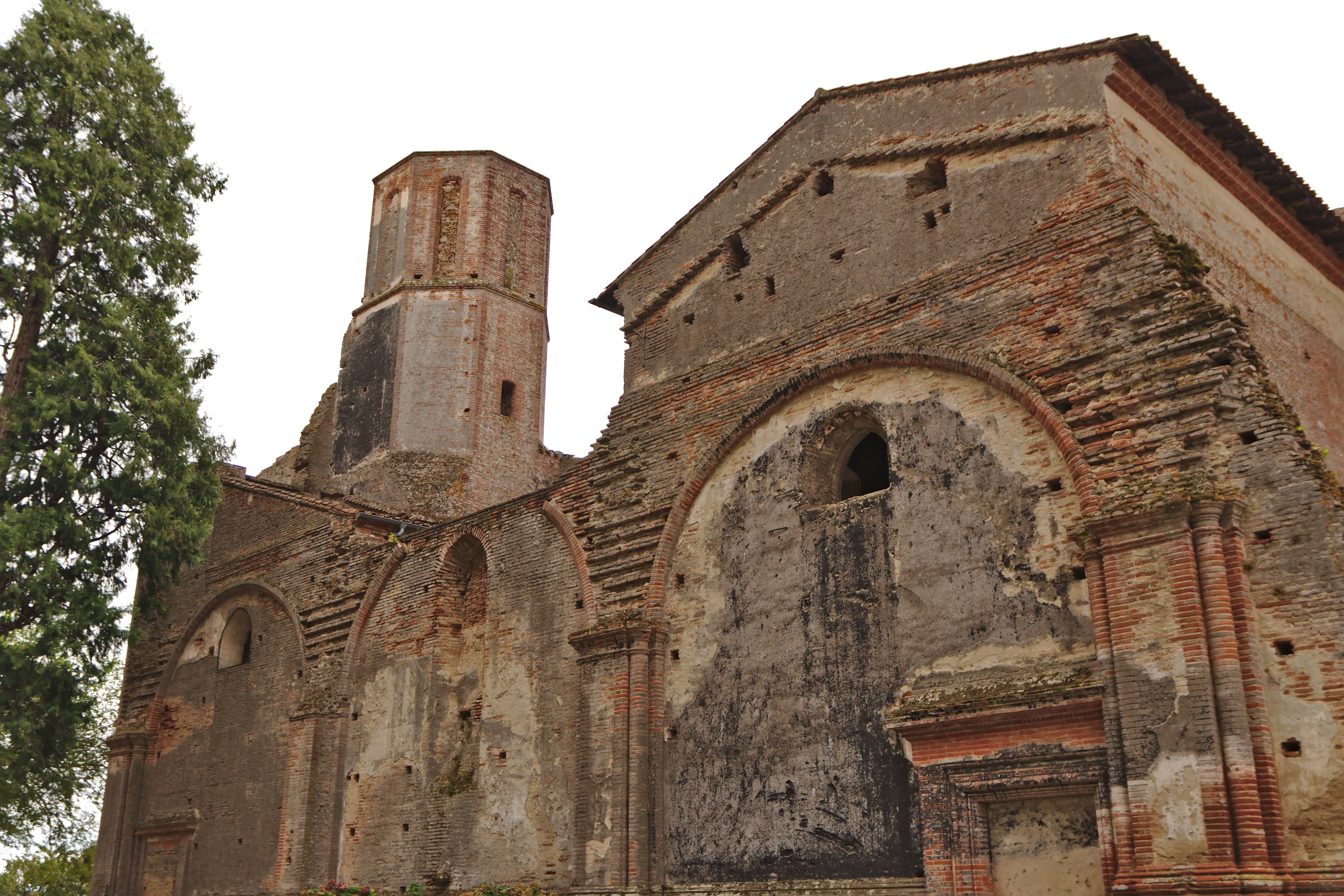
Il muro della chiesa demolita.
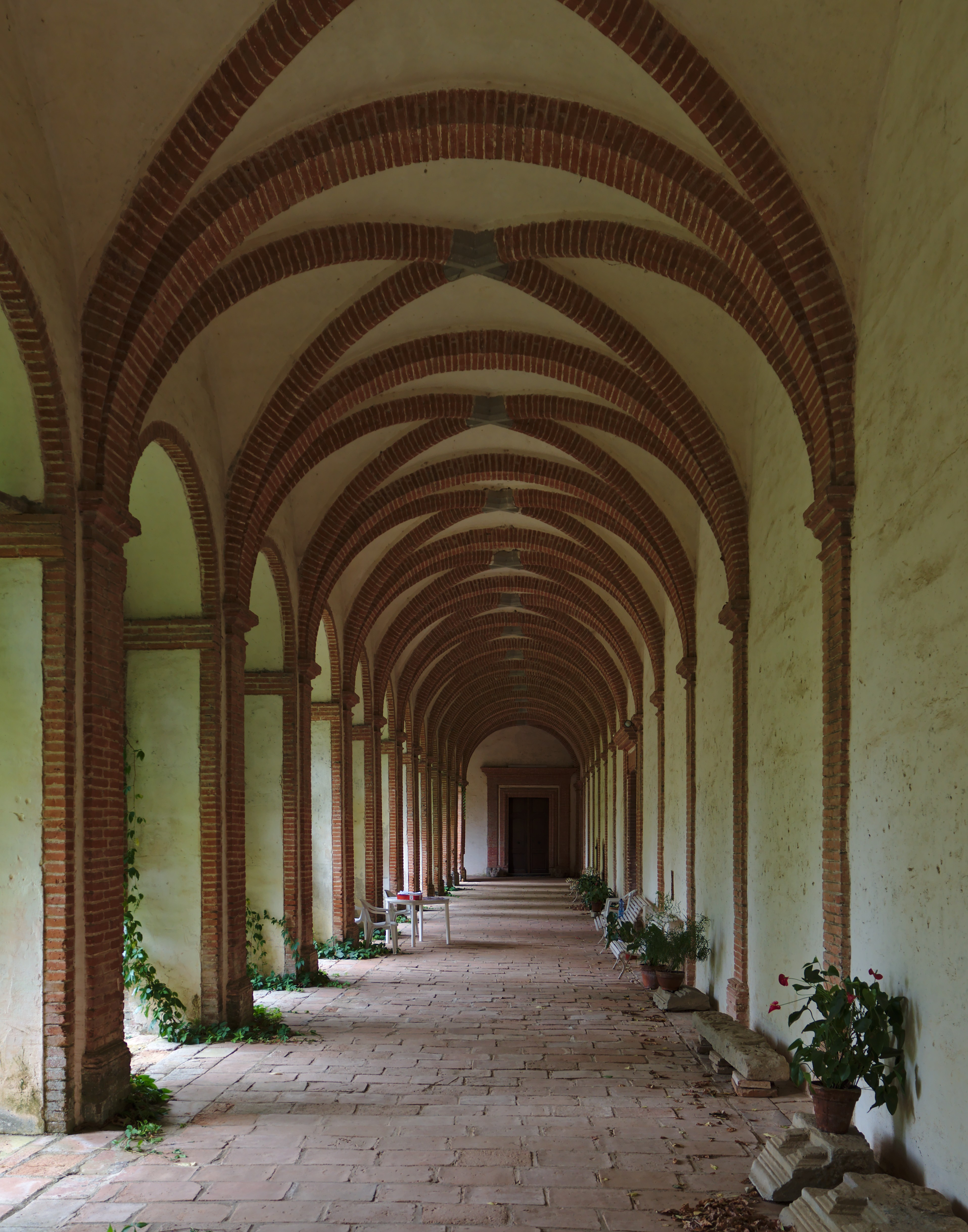
Il chiostro (corridoio sud-est).
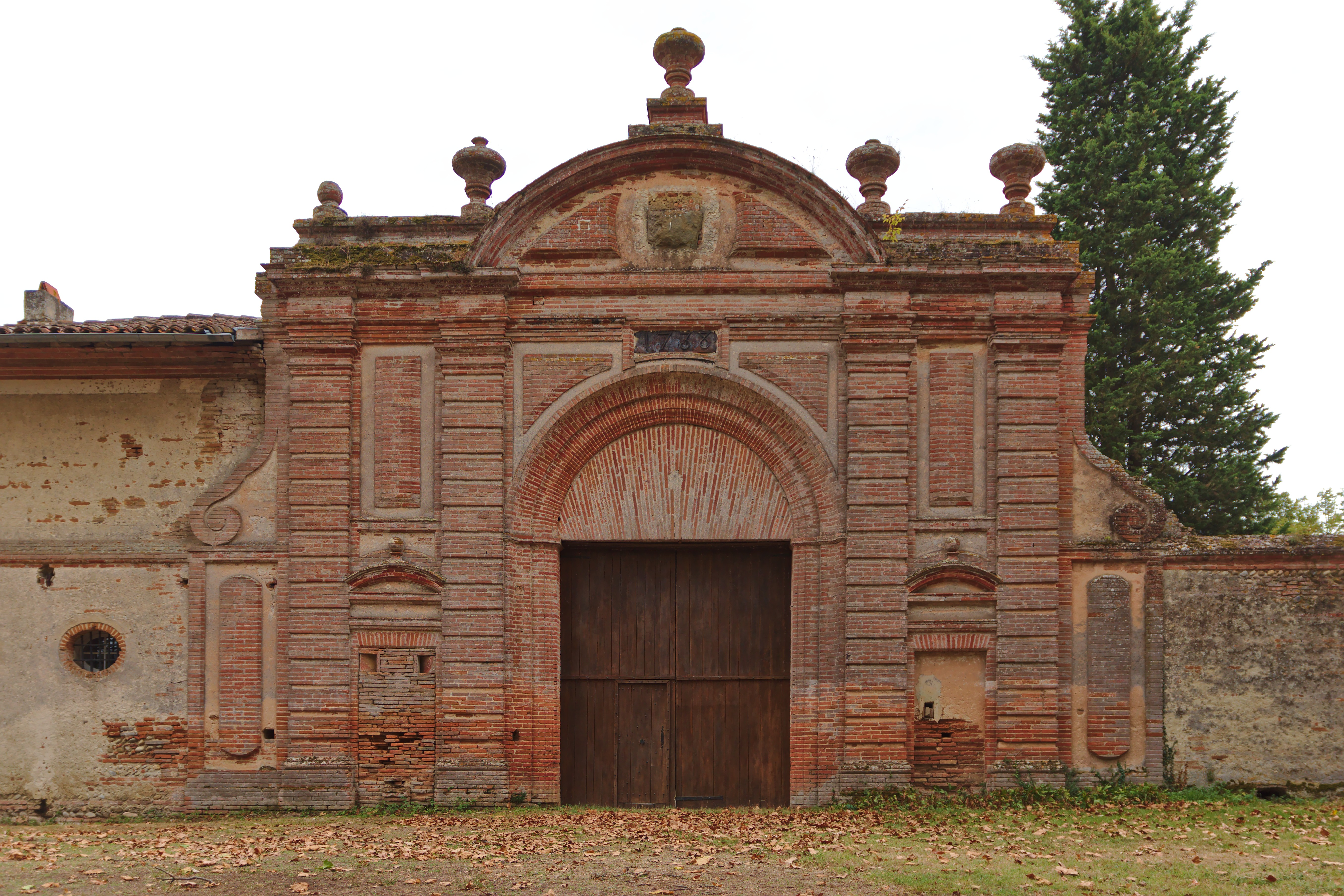
Il portale d'ingresso (1738).
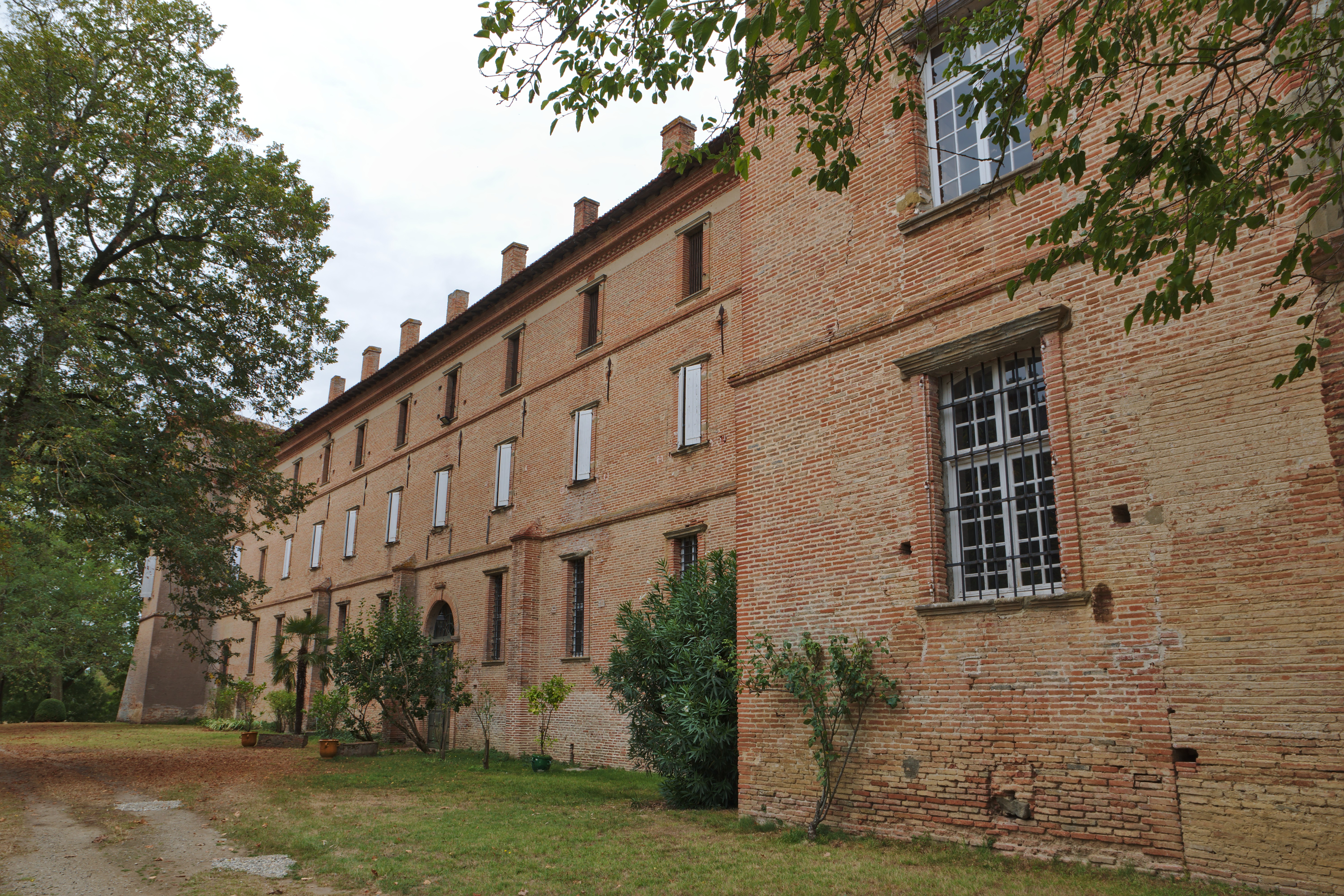
Le camere del primo piano.
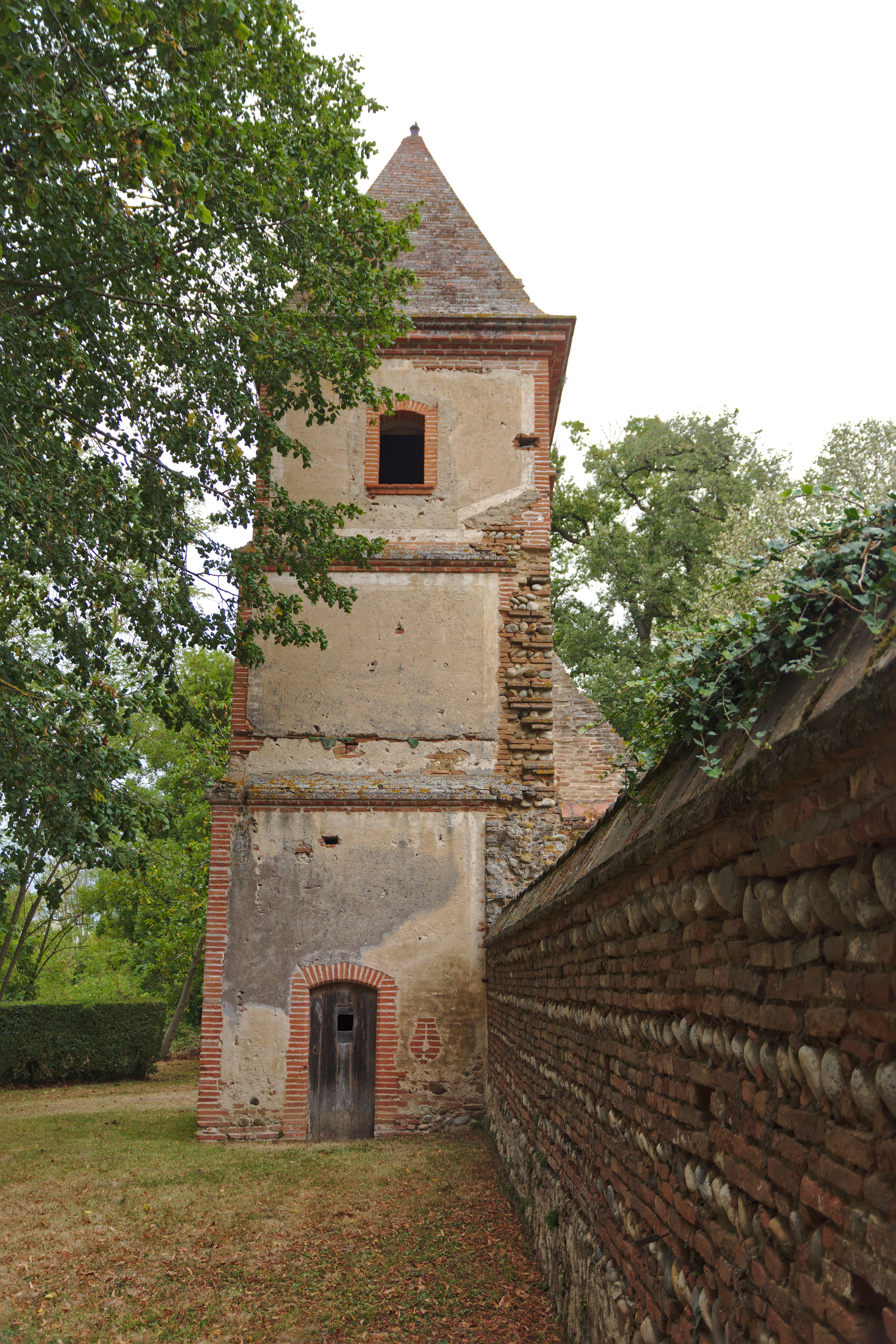
La colombaia nell'angolo ovest.

## Personalità
- Simone IV di Montfort soggiornò all'abbazia nel 1213 prima della battaglia di Muret[21].

- Jacques Fournier (1285-1342) divenne monaco a Boulbonne, e in seguito fu eletto Papa Benedetto XII (1334)[9].

## Cronotassi degli abati
- 1154-1180: Dominique I
- 1180-1196: Eudes I
- 1196-1197: Dominique II
- 1197-1206: Béranger I
- 1206-1209: Auger
- 1209-1215: Béranger II Valart
- 1215-1221: Raymond I Sigier
- 1221-1222: Guillaume I
- 1222-1225: Robert I
- 1225-1226: Eudes II
- 1226-1229: Robert II
- 1229-1232: Pierre I
- 1232-1236: Pons de Saint-Victor
- 1236-1237: Adémar I
- 1237-1246: Bernard I d’Albars
- 1246-1248: Béranger III
- 1248-1257: Adémar II
- 1257-1262: Guillaume II Robert
- 1262-1269: Arnaud I
- 1269-1272: Roger
- 1272-1276: Obric
- 1276-1282: Bernard II Saquet
- 1282-1299: Imbert
- 1299-1316: Arnaud II Guillaume
- 1316-1337: cardinale Guglielmo Curti
- 1337-1347: Durand
- 1342-1354: Arnaud III
- 1354-1364: Bertrand
- 1364-1370: Raymond II
- 1370-1401: Pierre II Aulier
- 1401-1404: Arnaud IV
- 1404-1432: Pierre III Elie de Foix
- 1432-1453: Raymond III
- 1453-1462: Pierre IV Erbolet
- 1462-1476: Antoine Solier
- 1476-1494: Guillaume IV Roger
- 1494-1497: Jean I de Foix, figlio naturale di Matteo di Foix
- 1497-1512:
- 1512-1533: Paul de Béarn, figlio di Jean de Foix
- 1533-1551: Amanieu de Foix
- 1551-1572: cardinale Ippolito d'Este
- 1572-1586: cardinal Louis II d’Este
- 1586-1593: Arnaud V
- 1593-1597: cardinale François de Joyeuse
- 1597-1638: Jacques de Villemur de Pailhès
- 1638-1664: Philippe de Villemur de Pailhès
- 1664-1721: François II de Villemur de Pailhès (abate commendatario)
- 1721-1729: Charles Andrault de Langeron de Maulévrier, cavaliere di Malta (abate commendatario)
- 1729-1730: Barthélémy de Salignac de La Mothe-Fénélon (abate commendatario)
- 1730-1740: Claude-Antoine de Choiseul-Beaupré (abate commendatario)
- 1740-1748: Georges Lazare Berger de Charancy (abate commendatario)
- 1748-1777: Henri-François de Paule Lefebvre d’Ormesson (abate commendatario)
- 1777-1788: François-Xavier-Marc-Antoine de Montesquiou-Fézensac (abate commendatario)
- 1788: carica vacante
- 1789-1790: Maillé La Tour Landry (abate commendatario)